# Vương tôn Oscar, Công tước xứ Skåne
Vương tôn Oscar của Thụy Điển, Công tước xứ Skane (Oscar Carl Olof, sinh ngày 2 tháng 3 năm 2016) là người con thứ 2 và là con trai duy nhất của Thái nữ Victoria, Nữ Công tước xứ Västergötland và Vương thân Daniel, Công tước xứ Västergötland. Cậu là em trai của Vương tôn nữ Estelle, Nữ Công tước xứ Östergötland và hiện đứng thứ 3 trong dòng kế vị ngai vàng của Vương quốc Thụy Điển chỉ sau mẹ và chị gái mình.

## Cuộc sống
Ngày 4 tháng 9 năm 2015, Vương thất Thụy Điển thông báo Thái nữ Victoria, Nữ Công tước xứ Västergötland đã mang thai đứa con thứ hai của cô. Ngày 2 tháng 3 năm 2016, Vương tôn ra đời tại Bệnh viện Karoliska ở Stockhom lúc 20:28. Cậu sinh ra nặng 3655g và dài 52cm.
Ngày 3 tháng 3 năm 2016, một cuộc họp nội các tại Cung điện Vương thất, Vua Carl XVI Gustaf đã công bố tên của Vương tôn là Oscar Carl Olof, đồng thời phong cậu là Công tước xứ Skane. Cùng ngày, 21 phát đại bác được bắn lên từ trạm Sheppsholmen để chào mừng sự kiện này.

### Đặt tên
Tên của Vương tôn Oscar được dùng phổ biến trong Vương thất Thụy Điển, Carl là tên ông ngoại cậu - Vua Carl XVI Gustaf, Olof là tên đệm của cha cậu - Vương thân Daniel, Công tước xứ Västergötland.

## Tước hiệu
Ngày 2 tháng 3 năm 2016 - nay: His Royal Highness Vương tôn Oscar của Thụy Điển, Công tước xứ Skåne Điện hạ.